# Campionato italiano Ice Sledge Hockey 2013-2014
Il Campionato italiano Ice Sledge Hockey 2013-2014 è la decima edizione di questo torneo, organizzato dalla Federazione Italiana Sport del Ghiaccio, la prima a quattro squadre.
Le South-Tyrol Eagles hanno vinto il loro sesto titolo.

## Formula e partecipanti
Le compagini iscritte sono per la prima volta quattro: alle rappresentative regionali di Piemonte (Tori Seduti, campioni in carica), Lombardia (Armata Brancaleone) e Alto Adige (South-Tyrol Eagles), si è infatti aggiunta la rappresentativa del Friuli-Venezia Giulia (Aquile Friuli-Venezia Giulia), composta perlopiù da giocatori austriaci dei Carinthian Steelers.
La formula è pertanto variata: nella Regular Season le squadre disputano un doppio girone di andata e ritorno. In caso di parità al termine dei tempi regolamentari, viene giocato un tempo supplementare con la regola del golden gol. In caso di ulteriore parità, si passa ai tiri di rigore. Vengono assegnati tre punti alla squadra vincitrice nei tempi regolamentari, due alla squadra vincitrice ai tempi supplementari o ai rigori, un punto alla squadra sconfitta ai supplementari o ai rigori.
Alla Regular Season seguono i play-off che vedranno affrontarsi in semifinale, al meglio delle tre gare, la prima contro la quarta classificata e la seconda contro la terza. Le vincenti delle semifinali si incontreranno nella finale scudetto, sempre al meglio delle tre gare. Non è prevista la finale terzo-quarto posto: le squadre saranno classificate in base alla posizione in Regular Season.

### Coppa Italia
Alla squadra che termina al primo posto la Regular Season si aggiudica la Coppa Italia.

## Regular season
| Pos | Squadra                      | G  | V  | VS | PS | P  | GF | GS | DG  | Pt |
| --- | ---------------------------- | -- | -- | -- | -- | -- | -- | -- | --- | -- |
| 1   | South-Tyrol Eagles           | 12 | 11 | 0  | 0  | 1  | 90 | 7  | +83 | 33 |
| 2   | Tori Seduti                  | 12 | 7  | 0  | 0  | 5  | 52 | 18 | +34 | 21 |
| 3   | Armata Brancaleone           | 12 | 5  | 0  | 1  | 6  | 11 | 40 | −29 | 16 |
| 4   | Aquile Friuli-Venezia Giulia | 12 | 0  | 1  | 0  | 11 | 2  | 90 | −88 | 2  |

| 1ª              | giornata                          | 6ª              |
| 14/15 set. 2013 |                                   | 11/12 gen. 2014 |
| 1-2             | Aquile FVG-Armata Brancaleone     | 0-3             |
| 6-3             | Aquile del Sud Tirolo-Tori Seduti | 3-0             |
| 1-0 (dtr)       | Aquile FVG-Armata Brancaleone     | 0-2             |
| 1-4             | Aquile del Sud Tirolo-Tori Seduti | 4-0             |

| 3ª              | giornata                                 | 4ª            |
| 12/13 ott. 2013 |                                          | 7/8 dic. 2013 |
| 0-11            | Aquile FVG-Tori Seduti                   | 0-12          |
| 8-0             | Aquile del Sud Tirolo-Armata Brancaleone | 8-0           |
| 0-7             | Aquile FVG-Tori Seduti                   | 0-6           |
| 8-0             | Aquile del Sud Tirolo-Armata Brancaleone | 5-0           |

| 2ª              | giornata                         | 5ª              |
| 21/22 set. 2013 |                                  | 21/22 dic. 2013 |
| 3-0             | Tori Seduti-Armata Brancaleone   | 1-2             |
| 0-9             | Aquile FVG-Aquile del Sud Tirolo | 0-13            |
| 5-1             | Tori Seduti-Armata Brancaleone   | 0-1             |
| 0-16            | Aquile FVG-Aquile del Sud Tirolo | 0-9             |

## Play-off

### Tabellone
|  | Semifinali | Semifinali                   | Semifinali                   | Semifinali | Semifinali |  |  | Finale             | Finale             | Finale             | Finale | Finale |  |
|  |            |                              |                              |            |            |  |  |                    |                    |                    |        |        |  |
|  | 1          | South-Tyrol Eagles           | South-Tyrol Eagles           | 7          | 9          |  |  |                    |                    |                    |        |        |  |
|  | 4          | Aquile Friuli-Venezia Giulia | Aquile Friuli-Venezia Giulia | 0          | 0          |  |  | South-Tyrol Eagles | South-Tyrol Eagles | South-Tyrol Eagles | 3      | 5      |  |
|  | 2          | Tori Seduti                  | Tori Seduti                  | 4          | 2          |  |  | Tori Seduti        | Tori Seduti        | Tori Seduti        | 1      | 0      |  |
|  | 3          | Armata Brancaleone           | Armata Brancaleone           | 0          | 0          |  |  |                    |                    |                    |        |        |  |

Legenda:
†: vittoria ai tempi supplementari; ‡: vittoria dopo i tiri di rigore

### Semifinali

#### Gara 1
| Arbitro: | Roberto Sirok |

|  |           | |
|  | Marcatori | 01:36 G. Cavaliere 03:34 N. Larch (F. Planker) 05:47 N. Larch (G. Rosa) 25:00 F. Planker (W. Winkler) 28:35 G. Rosa (G. Cavaliere) 41:00 G. Cavaliere (N. Larch) 43:14 F. Planker (G. Rosa) |

| Arbitro: | Maurizio Pioldi |

|  |           | |
|  | Marcatori | 11:08 V. Corvino 24:21 G. Leperdi (A. Chiarotti) 33:25 V. Corvino (P. Barbero, A. Chiarotti) 44:00 V. Corvino (P. Barbero) |

#### Gara 2
| Arbitro: | Roberto Sirok |

| |           |  |
| F. Planker 08:18 G. Rosa 08:30 N. Larch (F. Planker) 10:20 F. Planker (N. Larch) 12:28 N. Larch (W. Winkler) 22:52 F. Planker (N. Larch) 23:14 G. Rosa (C. Depaoli) 42:50 G. Cavaliere (F. Planker) 49:30 | Marcatori |  |

| Arbitro: | Mauro Scanacapra |

|                                                                            |           |  |
| V. Corvino (G. Leperdy, A. Chiarotti) 01:57 V. Corvino (G. Condello) 22:16 | Marcatori |  |

### Finale

#### Gara 1
| Arbitro: | Mauro Scanacapra |

|                                 |           |                                                                                   |
| G. Leperdy (A. Chiarotti) 41:44 | Marcatori | 24:47 F. Planker (G. Rosa) 28:17 N. Larch (F. Planker) 39:51 G. Rosa (F. Planker) |

#### Gara 2
| Arbitro: | Massimo De Col |

| |           |  |
| C. Depaoli (G. Rosa, F. Planker) 11:10 G. Rosa 24:06 G. Cavaliere (F. Planker, G. Rosa) 54:15 G. Rosa (W. Hafner) 54:33 C. Depaoli (F.Planker) 55:44 | Marcatori |  |

## Classifica marcatori
| Pos. | Squadra            | Giocatore          | G  | A  | Pt. |
| ---- | ------------------ | ------------------ | -- | -- | --- |
| 1    | South-Tyrol Eagles | Florian Planker    | 37 | 28 | 65  |
| 2    | South-Tyrol Eagles | Gianluigi Rosa     | 16 | 21 | 37  |
| 3    | South-Tyrol Eagles | Werner Winkler     | 17 | 19 | 36  |
| 4    | South-Tyrol Eagles | Nils Larch         | 18 | 13 | 31  |
| 5    | South-Tyrol Eagles | Christoph Depaoli  | 14 | 16 | 30  |
| 5    | Tori Seduti        | Andrea Chiarotti   | 16 | 14 | 30  |
| 7    | Tori Seduti        | Valerio Corvino    | 15 | 7  | 22  |
| 8    | Tori Seduti        | Grégory Leperdi    | 9  | 12 | 21  |
| 9    | South-Tyrol Eagles | Gianluca Cavaliere | 6  | 8  | 14  |
| 10   | Tori Seduti        | Andrea Macrì       | 7  | 5  | 12  |